# Richard Bushman

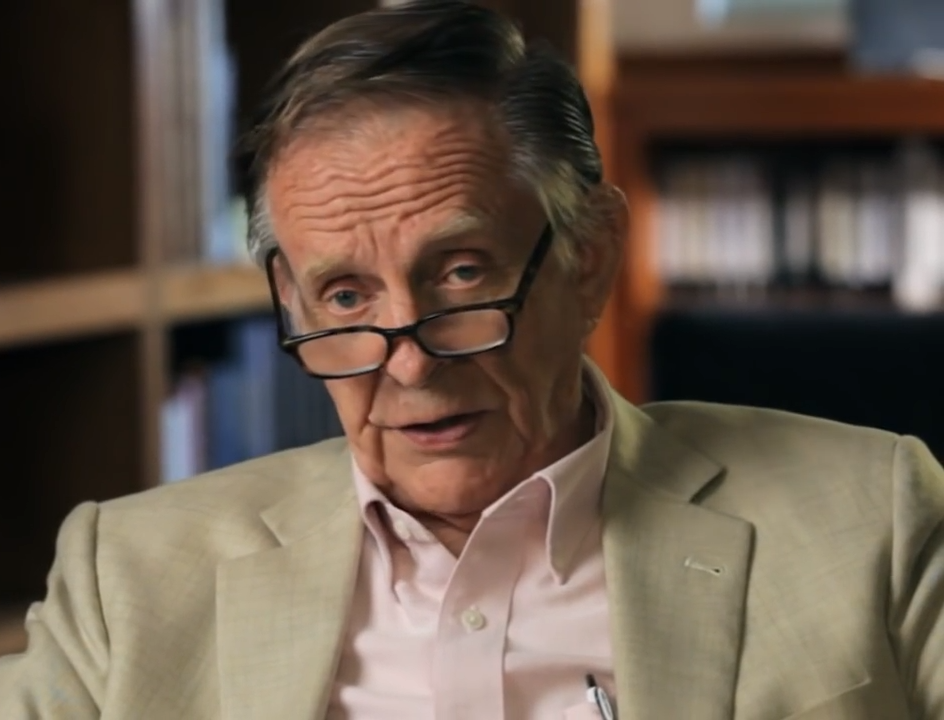
Bild von Richard Lyman Bushman aus der Dokumentation By Study and Also By Faith aus dem Jahr 2016.

Richard Lyman Bushman (* 20. Juni 1931 in Salt Lake City, Utah) ist ein amerikanischer Historiker und emeritierter Gouverneur-Morris-Professor für Geschichte an der Columbia University. Bushman wurde als einer der wichtigsten Gelehrten zum Thema amerikanische religiöse Geschichte bezeichnet. Im Jahre 2012 wurden drei Millionen Dollar ausgegeben, um an der University of Virginia den Richard-Lyman-Bushman-Lehrstuhl für mormonische Studien einzurichten.
Er ist auch einer von drei allgemeinen Herausgebern der Joseph Smith Papers.

## Biografie
Richard L. Bushmans Vater, Ted Bushman (1902–1980), war ein Modeillustrator, Werbefachmann und Chef eines Einzelhandelsgeschäfts. Seine Mutter, Dorothy Bushman (geborene Lyman; 1908–1995), war Sekretärin. Seine Familie zog nach Portland, als er ein kleines Kind war.
Nachdem er im Jahre 1949 die High School abgeschlossen hatte, war Bushman zwei Jahre lang ein Missionar in den nordöstlichen Vereinigten Staaten. Nachdem er seinen Missionsdienst abgeschlossen hatte, machte er auf der Harvard University im Jahre 1955 einen Bachelor of Arts im Fach Geschichte. Seine Note dafür war magna cum laude. Er studierte weiter in Harvard und erreichte einen Master of Arts und ein Ph.D. zum Thema Geschichte der amerikanischen Zivilisation. Er studierte zusammen mit dem angesehenen Historiker Bernard Bailyn. Bushman lehrte an der Harvard University, Brigham Young University, Boston University und der University of Delaware, bevor er zur Geschichtsfakultät an die Columbia University wechselte. Während des akademischen Jahres 2007–08 diente Bushman als Gastprofessor an der Claremont Graduate University und war Mitglied in der Huntington Library. Bushman heiratete die Historikerin Claudia Lauper Bushman am 19. August 1955. Sie sind die Eltern von sechs Kindern.
Bushman ist ein Mitglied in der Kirche Jesu Christi der Heiligen der Letzten Tage. Er unterbrach sein Studium an der Harvard University, um als Missionar zu dienen. Er diente in Neuengland und Kanada. Er hatte verschiedene Posten in der HLT-Kirche. Er war Seminarlehrer, Bischof, Pfahlpräsident und Pfahlpatriarch.

## Ehrungen

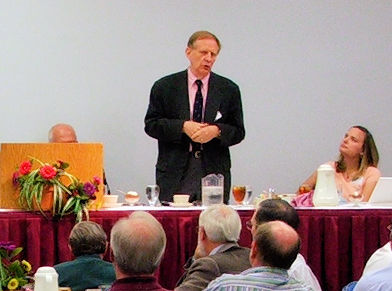
Richard Lyman Bushman hält eine Rede bei der John Whitmer Historical Association im Jahre 2011

Die wissenschaftliche Arbeit von Bushman behandelt die Themen soziale, kulturelle und politische Geschichte von Amerika. Außerdem behandelt sie auch die religiöse amerikanische Geschichte und die Geschichte der HLT-Kirche. Im Jahre 1968 gewann sein Buch From Puritan to Yankee: Character and Social Order in Connecticut, 1690–1765 den Bancroft Prize. Bushman bekam auch den Phi-Alpha-Theta-Preis und die Evans Biography Awards von der Utah State University.
Im Jahre 2006 bekam er den Preis für das beste Buch von der Mormon History Association. Dieses Buch war Joseph Smith: Rough Stone Rolling. Er war Präsident der Mormon History Association in den Jahren 1985 bis 1986.

## Veröffentlichungen
- From Puritan to Yankee; character and the social order in Connecticut, 1690–1765. Harvard University Press, 1967, ISBN 0-674-32551-6.
- Joseph Smith and the Beginnings of Mormonism.  University of Illinois Press, 1984, ISBN 0-252-01143-0 OCLC 749000008
- Great Awakening: Documents on the Revival of Religion, 1740–1745.  Institute Of Early American History, University of North Carolina Press, Textbook reprint 1989, ISBN 0-8078-4260-5 OCLC 1154932101
- King and People in Provincial Massachusetts.  University of North Carolina Press, textbook reprint 1992, ISBN 0-8078-4398-9.
- The Refinement of America: Persons, Houses, Cities. Random House, Incorporated, 1993, ISBN 0-679-74414-2.
- Building the Kingdom: A History of Mormons in America, mit Claudia Lauper Bushman.  Oxford University Press, 2001, ISBN 0-19-515022-8.
- Believing History: Latter-Day Saint Essays, Edited by  Jed Woodworth. Columbia University Press, 2004, ISBN 0-231-13006-6 OCLC 872978355
- Joseph Smith: Rough Stone Rolling. Alfred Knopf, 2005, ISBN 1-4000-4270-4 OCLC 85813960
- The Mormon History Association’s Tanner Lectures, with Dean L. May, Reid L. Neilson, Thomas G. Alexander (Editor), Jan Shipps (Editor).  University of Illinois Press, 2006, ISBN 0-252-07288-X.
- On the Road with Joseph Smith: An Author’s Diary.  Greg Kofford Books, 2007, ISBN 978-1-58958-102-9 OCLC 123029410
- Mormonism: A Very Short Introduction. Oxford University Press, 2008, ISBN 0-19-531030-6 OCLC 179802646